# Día Mundial del Arte
El Día Mundial del Arte es una jornada que se celebra anualmente el 15 de abril desde 2012, proclamado por la UNESCO en noviembre de 2019.

## Proclamación
El Día Mundial del Arte fue proclamado durante la 40.ª reunión de la Conferencia General de la UNESCO en noviembre de 2019, con el objetivo de promover el desarrollo, la difusión y la promoción del arte. Esta iniciativa busca nutrir la creatividad, la innovación y la diversidad cultural, fomentando el intercambio de conocimientos y el diálogo a través del arte. La UNESCO, al destacar la importancia del arte en la construcción de un mundo libre y pacífico, anima a la participación global en esta celebración.

## Celebración
Este día se celebra anualmente el 15 de abril. La fecha fue elegida para conmemorar el nacimiento de Leonardo da Vinci (15 de abril de 1452), considerado uno de los artistas más destacados de la historia, simbolizando así la importancia y el impacto universal del arte. La primera celebración tuvo lugar en 2012,iniciativa de la Asociación Internacional de Arte (IAA) y la UNESCO. Este día ofrece una oportunidad para reforzar los vínculos entre las creaciones artísticas y la sociedad, promover la diversidad de las expresiones artísticas y destacar la contribución de los artistas al desarrollo sostenible. Se fomenta la realización de actividades como debates, conferencias, talleres, eventos culturales y exposiciones para celebrar el arte en sus diversas formas.

## Temas
- 2020: Resiliart[6][7]
- 2021: Uniendo a las personas, inspirando, disparando y compartiendo[8]
- 2022: Uniendo a las personas, inspirando, disparando y compartiendo[9]
- 2023: El arte es bueno para la salud[10][11][12]
- 2024: Un jardín de expresión: Cultivando comunidad a través del arte[13]